# Mato Verde
Mato Verde est une municipalité brésilienne de l'État du Minas Gerais et la microrégion de Janaúba.